# Morning Glory (canção)
"Morning Glory" é uma canção da banda de rock britânica Oasis. É a décima faixa do de seu segundo álbum de estúdio, (What's the Story) Morning Glory?, de 1995. Não foi lançado oficialmente como um single pela banda, mas foi dado um single na versão australiana e dado um single promocional nos Estados Unidos.
A canção está incluída em duas coletâneas. É a sétima faixa do disco dois da coletânea musical Stop the Clocks, lançada em 20 de novembro de 2006, sendo esta a primeira aparição. A segunda aparição, foi na coletânea Time Flies... 1994-2009 na versão "Deluxe", lançado pelo iTunes em 14 de junho de 2010.

## Conteúdo

### Letra
"Morning Glory" contém referências à cocaína e aos Beatles.

### Estilo musical
Kenneth Partridge constatou que o riff de abertura de "Morning Glory" é "surpreendentemente similar" ao da canção "The One I Love" da banda norte-americana R.E.M.

## Posição nas paradas musicais
| Parada (1995)                                  | Melhor posição |
| ---------------------------------------------- | -------------- |
| Austrália (ARIA Charts)                        | 25             |
| Nova Zelândia (RIANZ)                          | 29             |
| Reino Unido (Official Charts Company)          | 147            |
| Estados Unidos (Billboard Alternative Airplay) | 24             |

| Parada (1995)                 | Posição |
| ----------------------------- | ------- |
| Austrália (ARIA)              | 76      |
| Canadá Rock/Alternativo (RPM) | 18      |

### Certificações e vendas
| Região            | Certificação | Vendas   |
| ----------------- | ------------ | -------- |
| Reino Unido (BPI) | Prata        | 200,000^ |

## Videoclipe
O videoclipe da canção foi produzido em 1995 e dirigido por Jake Scott. No começo do videoclipe, os integrantes da banda são mostrados tocando a canção em um apartamento enquanto vários inquilinos do prédio, incluindo um casal indiano e um idoso, se sentem incomodados pelo barulho e vão bater à porta para fazerem reclamações, porém nenhum deles é atendido. Ao final do videoclipe, todos os inquilinos se juntam com o objetivo de entrarem no apartamento e acabarem com aquele som. 